# Битва за Пекин
Би́тва за Пеки́н (кит. трад. 北京之戰, упр. 北京之战, пиньинь Běijīng zhīzhàn), реже осада Пекина (кит. трад. 北京解圍戰, упр. 北京解围战, пиньинь Běijīng jiě wéizhàn) — взятие в августе 1900 года столицы Цинской империи войсками Альянса восьми держав во время восстания ихэтуаней в Китае.

## Предыстория
В начале июня 1900 года началась осада Посольского квартала в Пекине ихэтуанями. Отряд под командованием вице-адмирала Сеймура попытался пробиться на помощь осаждённым, но был блокирован объединившейся с ихэтуанями армией Дун Фусяна, и ему пришлось пробиваться обратно. Подготовку к наступлению на Пекин оказалось возможным начать лишь после взятия Тяньцзиня 14 июля 1900 года, где после этого началась концентрация войск Альянса восьми держав.
После этого столица Китая начала готовиться к обороне. В начале июля была проведена чистка в рядах ихэтуаней, наиболее подготовленных бойцов предполагалось зачислить в армию Дун Фусяна, а остальных распустить. 14 июля правительство Цинской империи приняло «Устав ихэтуаней», предписав ополченцам действовать совместно с войсками и «доблестно уничтожать врага». 13 июля в Пекин прибыли войска из юго-восточного Китая во главе с Ли Бинхэном, в тот же день Юань Шикаю императорским приказом было предписано отправить все боеприпасы в столицу. 22 июля Ли Бинхэну было приказано выехать на фронт и совместно с Сун Цином организовать оборону.
Внутри Альянса восьми держав имелись серьёзные разногласия по вопросу общей стратегии действий: если Великобритания выступала за военное решение проблемы и штурм Пекина, то Российская империя предпочитала решать все вопросы путём переговоров с руководством Китая. После того, как к концу июля под Тяньцзинем сконцентрировался крупный международный контингент войск, русское командование не посчитало возможным саботировать захват Пекина, и приняло самое активное участие в подготовке экспедиции. 27 июля руководство наступлением на Пекин было возложено на германского фельдмаршала Вальдерзее, но в Чжили об этом узнали уже после захвата Пекина, сам Вальдерзее прибыл в Дагу только 12 сентября. Фактически походом на Пекин руководил русский генерал-лейтенант Линевич, который был наиболее авторитетным военачальником из числа находившихся в районе боевых действий.
Наступление союзных войск на Пекин началось 2 августа 1900 года. После боёв при Бэйцане и при Янцуне 11 августа союзные войска достигли Тунчжоу, где остановились, готовясь к решающему штурму китайской столицы. Руководство Китая ввело в Пекине военное положение. Остатки войск Сун Цина и Ма Юйкуня были объединены с войсками Дун Фусяна. Издавались указы, предписывавшие «вдохновить солдат и офицеров на смелые подвиги» и немедленно прекратить отступление. В то же время китайское руководство предлагало начать переговоры о прекращении военных действий. Однако китайское правительство не сумело ни начать переговоры, ни организовать оборону.
Под руководством Линевича 13 августа состоялось совещание командиров иностранных отрядов, на котором был разработан план штурма Пекина. Казачьи разъезды провели разведку в направлении будущего удара.

## Штурм Пекина
В ночь на 14 августа в сторону Пекина выступил авангард русского отряда под командованием начальника штаба 1-го Сибирского армейского корпуса генерал-майора Василевского. Вот как описывает действия этого отряда находившийся при нём корреспондент газеты «Новый край» Д. Г. Янчевецкий:
Мы шли в полутьме, по гранитной дороге, проваливаясь в лужи и ямы. Перешли последний мост, и наконец мы — перед запертыми воротами. Направо и налево были палатки, которых я не заметил утром. Часовые спали под открытым небом. Другие спали в сторожевых домиках.

— Моя задача окончена, теперь начинается ваша — сказал я Горскому.

— Ребята — угрюмо шепнул Горский своим унтер-офицерам. — Переколите всех часовых, действуй только штыком, но не смей стрелять.
В течение нескольких минут все часовые, спящие и полусонные, 60 человек, были переколоты стрелками. Так как мост не был минирован, а ворота охранялись только караулом, который спал у моста и был переколот, то генерал Василевский приказал немедленно выкатить 2 орудия и поставить рядом перед воротами на расстоянии 15 шагов.
Артиллерийский огонь позволил пробить ворота. Башня была покинута часовыми, и была тут же захвачена русскими войсками вместе с прилегающим участком крепостной стены. Однако это была стена т. н. «Китайского города», осаждённый же ихэтуанями Посольский квартал лежал внутри «Маньчжурского города», то есть нужно было преодолеть ещё одну крепостную стену. Русские войска двинулись вдоль стены Маньчжурского города, на которой успели занять позиции войска Дун Фусяна. Китайские стрелки перебили прислугу и лошадей русской артиллерии, и русским стрелкам пришлось под огнём неприятеля на руках вытаскивать орудия обратно. Услышав звуки боя, к юго-восточному углу города начали стягиваться китайские войска, которые попытались выбить русских из занятой ими башни Китайского города, атакуя прямо по крепостной стене. Схватка продолжалась до 7 утра, пока не подошли основные силы под командованием Линевича. Китайцы прекратили атаковать, но засели на крепостных стенах и вели яростный обстрел атакующих.
Около 9 часов утра японский отряд подошёл к воротам Цихуамэнь и попытался прорваться в город, но китайцы были готовы к атаке с этого направления, и японцы вместе с помогавшими им русскими сапёрами понесли большие потери. Японцы запросили помощи русской артиллерии, и с 10 часов утра батарея штабс-капитана Скрыдлова начала обстрел ворот. Бой за эти ворота продолжался до позднего вечера, даже когда войска уже вошли в Пекин с других направлений.
Американский отряд подошёл к Пекину около 11 часов утра и, вместо штурма предназначенных для них ворот, попросил русскую артиллерию сделать для них обвал в стене. Батарея подполковника Мейстера выполнила просьбу американцев и те вскарабкались на стену, но обнаружилось, что китайские войска ещё утром были изгнаны оттуда огнём русских стрелков и пулемётов, а над воротами уже развевался русский флаг.
Пока русский, японский и американский отряды вели бои на восточной стене Пекина, англичане, воспользовавшись тем, что все китайские отряды были стянуты к месту боя, обошли город с юга по руслу высохшей реки и около 1 часа дня без боя прошли в Китайский город, и также по руслу реки проникли под стеной Маньчжурского города и около 2 часов дня достигли Английской миссии.
В 2 часа дня Восточная стена Пекина капитулировала, лишь угловая башня, противостоявшая русскому отряду, продолжала сопротивление до вечера. В итоге она была взята японцами. В 3 часа дня русский отряд сделал вылазку по стене, выбил китайцев из ворот Цяньмэнь и открыл их для американского отряда. В 4 часа генерал Линевич со своим штабом вошёл в Российскую миссию.
При штурме Пекина русские войска потеряли 28 человек убитыми и 106 ранеными, японские — 30 убитыми и 120 ранеными. Англичане вошли в город без боя, но во дворе Английской миссии два сипая были ранены; американский отряд также вошёл в город без боя, но на улицах было ранено около 20 человек из его состава. Отряды других наций при штурме Пекина не присутствовали. В составе русского отряда был французский контингент, но он подошёл к Пекину уже после штурма.

## Оккупация Пекина иностранными войсками
14 августа почти весь Пекин был занят иностранными войсками. Руководство Китая попыталось организовать в городе уличные бои, но почти все ихэтуани покинули столицу ещё до начала штурма, а немногочисленные войска были собраны для защиты императорского дворца. В городе царила паника, преступники занялись грабежами, интеллигенты-патриоты совершали акты самоубийства, предпочитая смерть позору иностранной оккупации. По некоторым[какие?] данным, покончили с собой 1798 китайцев.
В ночь на 15 августа на ночном заседании Верховного императорского совета было принято решение о «самоизгнании» императора Китая. Рано утром 2 августа Цыси и император Гуансюй под охраной войск Ма Юйкуня покинули столицу. Вначале предполагалось уехать в Калган, двор проследовал в летнюю резиденцию императора Ихэюань, но затем правительство империи отправилось на запад. Ушли из Пекина и войска Сун Цина и Дун Фусяна, а Жунлу 2 августа попытался организовать сопротивление но, потеряв почти половину офицеров, вскоре также отошёл из города.
15 августа в 7 часов утра американская артиллерия открыла огонь по Императорскому городу, но ввиду протеста Линевича и дипломатических посланников бомбардировку прекратила. Императорский дворец был занят, но туда, по решению совета командиров, не стали вводить войска.
16 августа русский отряд под командованием полковника Бема совместно с французским отрядом освободил католический храм Бэйтан, который 2 месяца находился в осаде.
В Пекине началось мародёрство и насилие над беззащитным населением. Представители каждой нации обвиняли друг друга в варварстве. Д. Г. Янчевецкий писал:
В 1900 году в течение одного месяца Пекин был так разграблен цивилизованными союзниками, как несколько столетий назад его грабили и разоряли маньчжуры, монголы и другие полудикие кочевники Азии.
Разграблен был даже сразу же взятый союзниками под совместную охрану императорский дворец. Э. Э. Ухтомский писал С. Ю. Витте:
Посетив палаты Запретного города, выношу глубокое убеждение, что двор ни в каком случае не в состоянии вернуться после грабежа, осквернения, разгрома святилищ, тронных залов, кабинетов, опочивален императора и императрицы.
Германский дипломат писал из Пекина:
Мне стыдно писать здесь, что английские, американские и японские солдаты самым подлым образом разграбили город. Страшно представить себе, что имена немецких воинов будут произносить вместе с английскими индусами, русскими тунгусами, французскими аннамитами и японцами, и что нас смогут считать ответственными за варварские действия других.
Однако немцы, получившие от своего императора напутствие «пощады не давать, пленных не брать», отличались жестокостью. В России властям даже пришлось запретить печатать в прессе статьи, обличающие действия немецких солдат.
Англичане во всём обвиняли русских, но в ответ слышали то же самое. Н. П. Линевич докладывал А. Н. Куропаткину:
Я сам видел у англичан горы до потолка награбленного имущества. То, что не успели отправить в Индию, три дня продавали на аукционе, устроенном прямо в миссии.
Комментируя обвинения японцев, Н. П. Линевич писал:
Что касается возмутительных корреспонденций в японской прессе, то уведомляю, что японцы в Печелийском отряде были главными виновниками всех самых возмутительных правонарушений в общем и дисциплины в особенности, означенные правонарушения входят у них даже в систему ведения войны.

## Итоги
Быстрое и успешное занятие Пекина явилось неожиданностью для Санкт-Петербурга, узнавшего об этом из иностранных газет. В то время, когда русские войска уже занимали китайскую столицу, российское правительство продолжало посылать телеграммы, предписывающие остановить наступление и не брать города. Но вскоре Николай II поздравил Н. П. Линевича с победой:
Искренне приветствую вас с быстрым занятием Пекина. За одержанные вами победы жалую вам орден Св. Георгия 3-й степени. Молодецким сибирским войскам моё горячее спасибо. Представьте адмиралу Алексееву отличившихся.
Правительство России выступило против продолжения военных действий в провинции Чжили и уже в первой половине августа предложило начать вывод войск из Пекина. К середине октября в Пекине из российских войск остались лишь рота стрелков и 10 казаков. Союзники, однако, решили оставить на зимовку в китайской столице свои войска общей численностью более 25 тысяч человек.